# Topolany (gromada)
Topolany – dawna gromada, czyli najmniejsza jednostka podziału terytorialnego Polskiej Rzeczypospolitej Ludowej w latach 1954–1972.
Gromady, z gromadzkimi radami narodowymi (GRN) jako organami władzy najniższego stopnia na wsi, funkcjonowały od reformy reorganizującej administrację wiejską przeprowadzonej jesienią 1954 do momentu ich zniesienia z dniem 1 stycznia 1973, tym samym wypierając organizację gminną w latach 1954–1972.
Gromadę Topolany z siedzibą GRN w Topolanch utworzono – jako jedną z 8759 gromad – w powiecie białostockim w woj. białostockim, na mocy uchwały nr 11/V WRN w Białymstoku z dnia 4 października 1954. W skład jednostki weszły obszary dotychczasowych gromad Topolany, Tylwica, Potoka, Hoźna i obszar l.p. N-ctwa Żednia o pow. 44,69 ha ze zniesionej gminy Zabłudów oraz obszar dotychczasowej gromady Mościska ze zniesionej gminy Michałowo w tymże powiecie. Dla gromady ustalono 14 członków gromadzkiej rady narodowej.
31 grudnia 1959 gromadę Topolany zniesiono, włączając ją do gromad Folwarki Tylwickie (wsie Topolany, Tylwica, Potoka i Hoźna, kolonie Folwark-Tylwica, Krukowszczyzna i Wierch-Topolany, przysiółki Zatopolany i Kokotowo oraz obszar l.p. N-ctwa Żednia o pow. 44,69 ha) i Michałowo (wieś Mościska).